# 오리정
오리정(五里亭)은 대한민국 전북특별자치도 남원시 사매면에 있는 정자이다. 1984년 4월 1일 전라북도의 문화재자료 제56호로 지정되었다.

## 개요
춘향고개 하단 도로변에 자리잡고 있는 오리정은 1953년에 세웠다. 고전소설 춘향전의 성춘향과 이몽룡이 이별의 정을 나눈 곳이라 한다. 건물은 2층으로 된 목조기와집으로 대청으로만 구성되어 있다.

## 현지 안내문
이 정자는 목조 이층 건물로 1953년에 세웠다. 정자가 자리한 이곳은 고대소설 춘향전의 주인공과 성춘향과 이몽룡이 이별의 정을 나눈 곳이다. 소설에 따르면, 이몽룡이 그의 부친을 따라 한양으로 가게 되었을 때, 이곳까지 따라온 춘향이 서로 백년가약을 맺고 행복하게 지냈던 지난날을 생각하면서 눈물로써 이몽룡을 보냈다고 한다. 비록 소설 속의 이야기지만 그토록 애절한 사랑의 사연을 담은 곳이기에, 오리정은 지나는 많은 사람의 발길을 멈추도록 한다.

## 참고 자료
- 오리정 - 국가유산청 국가유산포털